# John Layard
Pour les articles homonymes, voir Layard.
John Willoughby Layard (Londres, 27 novembre 1891 — 26 novembre 1974) est un psychologue et anthropologue britannique proche de la psychologie analytique de Carl Gustav Jung.

## Biographie
Layard est né à Londres. il est le fils de l'écrivain et essayiste George Somes Layard. Il grandit à Malvern, dans le Worcestershire puis, en 1902 à Bull's Cliff, à Felixstowe. Il fit ses études secondaires à la Bedales School. Il s'établit ensuite dans le Suffolk, à Ipswich, où il vécut aux côtés de sa tante, Nina Frances Layard, poétesse et archéologue, qui eut une grande influence sur lui. Avec sa mère Eleanor, il aidait et accompagnait parfois sa tante sur des chantiers paléolithiques, dans la région d'Ipswich, et grâce à elle il rencontra A. C. Haddon, professeur à Cambridge. Sa tante entretenait également des contacts avec les professeurs William Ridgeway et Thomas McKenny Hughes, ou encore Wynfrid Laurence Henry Duckworth. John Layard étudia enfin en Allemagne en 1909 et 1910. Il y rencontra, grâce à sa tante, le chirurgien impérial Leopold Pfeiffer qui avait écrit un ouvrage concernant la paléo-ethnographie.

## De l'université aux Nouvelles-Hébrides
John Lyard fit ses études universitaires au King's College de Cambridge. Il obtint une licence en linguistique moderne mais il s'intéressait davantage à l'anthropologie. En 1914 il accompagna l'anthropologue W.H.R. Rivers dans une expédition scientifique aux Nouvelles-Hébrides, actuel Vanuatu. Le professeur A. C. Haddon ainsi que quelques-uns de ses étudiants tels A. R. Radcliffe-Brown et Bronisław Malinowski les accompagnaient. Layard et Rivers traversèrent les Nouvelles-Hébrides puis s'arrêtèrent à l'archipel d'Atchin, au nord-est de Malekula.
La population de l'île les accueillit froidement au début ; Rivers décida de continuer l'expédition alors que Lyard demeura lui une année immergé dans cette culture locale, apprenant et mettant par écrit la langue locale, compilant ses mythes, légendes et son histoire orale. Cette société primitive érigeait des monolithes et des pierres dressées ; Layard y vit un autre exemple des types de sociétés formant les investigations de sa tante. Contrairement aux habitudes des anthropologues de cette époque, qui ne faisaient que demeurer quelque temps auprès des cultures, sans s'y immerger totalement, John Layard, mais aussi Bronisław Malinowski, qui thérisera ultérieurement le fonctionnalisme (sciences sociales) en anthropologie, alors intéressé par les îles Trobriand de Nouvelle-Guinée, sont les premiers anthropologues à fonder leur méthode sur la notion connue ultérieurement comme l'« observation participante ».

## Découverte de la psychothérapie
Le frère de John Layard, Peter Clement Layard servit en France et fut tué en 1918. Layard en fut éprouvé et dut suivre une psychothérapie.  John s'intéressa ensuite à la psychothérapie naissante et se rendit à Vienne en 1926, puis à Berlin où il rejoignit le cercle de David Ayerst et de ses collègues écrivains anglais. Il retourna ensuite à Oxford et fit connaissance avec le cercle dirigé par Mansfield Forbes. Il y rencontra Doris Dunn qu'il épouse et avec qui il a un fils, Richard Layard.

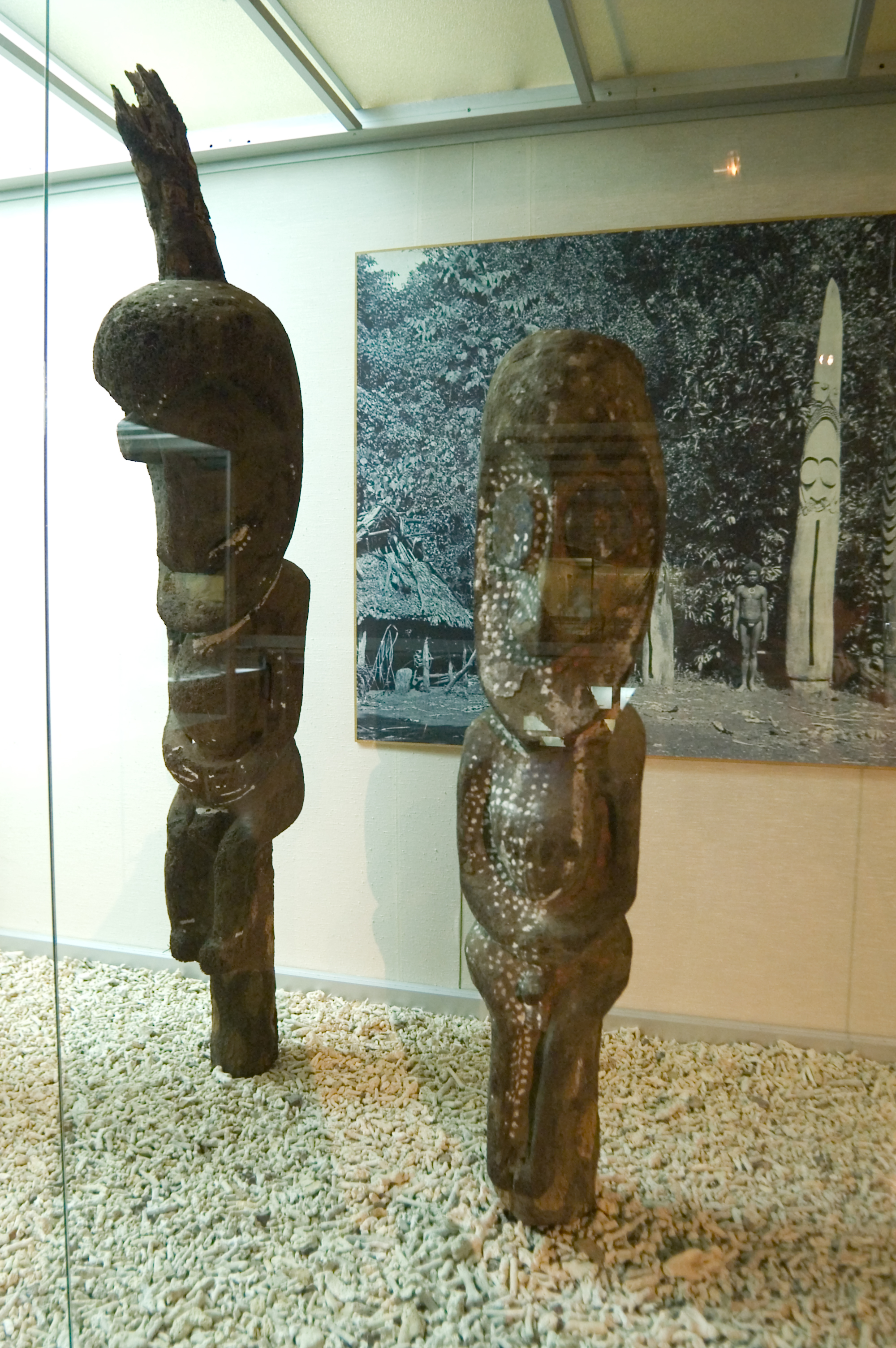
Statues commémoratives de cérémonies de montée en grade, Ambrym, Vanuatu.

## Stone Men of Malekula
John revint à l'anthropologie, publiant en 1942 son œuvre majeure : Stone Men of Malekula. Originellement, ce devait être le premier d'une série en trois volumes concernant l'archipel de Malekula, composé des îles de Vao, Atchin et Rano. Finalement, cet ouvrage devint l'unique monographie sur son matériel ethnographique recueilli aux Nouvelles-Hébrides, bien qu'il continua à y faire référence, lors de ses publications psycho-thérapeutiques. Il collecta puis envoya plusieurs artefacts de Vanuatu au musée d'Archéologie et d'Anthropologie, mais aussi à sa tante Nina, qui en céda quelques-uns au musée d'Ipswich où ils peuvent être observés. Le manuscrit de son ouvrage sur Atchin existe, mais n'a pas encore été publié, pour des raisons inconnues. Layard avait un caractère difficile et aimait l'argent. Il est possible qu'aucune maison d'édition n'ait pu envisager d'accepter ses exigences.
Il avait poussé l'observation participante très loin, puisque les gens racontent qu'il se promenait en étui pénien sur Atchin, au moins pour participer aux danses (source : enquête de terrain en 1951)

## L'analyse des rêves et des archétypes
En 1944 Layard publia un ouvrage concernant l'analyse des rêves, The Lady of the Hare, en 1944, retraçant une série de sessions de thérapies analytiques qu'il conduisit sur une famille anglaise en 1940. Néanmoins, son implication dans ce milieu familial en vint à le perturber davantage; la première partie de son ouvrage analyse cet aspect alors que la seconde explore les images oniriques, dans une perspective jungienne, se focalisant particulièrement sur les archétypes. Les motifs du lièvre et du lapin, liés au thème du sacrifice l'intéressaient spécifiquement. Il analysa les mythes de diverses cultures en lien avec ces images, utilisant la méthode jungienne dite de l'« amplification ».

## Travail avec Carl Jung
John Layard travailla avec le psychiatre suisse Carl Gustav Jung tout en continuant sa propre psychothérapie. Il vint à Zurich en 1940 et accompagna Jung dans ses travaux. Il participa à de nombreuses conférences, puis aux « journées d'Éranos », haut-lieu de rencontres pour les psychologues analytiques.  Après la mort de Jung, Layad approfondit certaines études dans la perspective jungienne, notamment avec son ouvrage Virgin Archetype qui analyse l'archétype de la vierge au sein des diverses cultures et religions. Layard focalisa surtout ses travaux sur l'endogamie et les rites de mariage dans les cultures. Il montre que les productions mythiques des sociétés primitives sont une transfiguration des désirs et des pulsions moralement interdites (les tabous). Dans son livre la Psychologie du transfert, C.G. Jung fait référence à ses travaux, en ce qui concerne l'archétype de l'hermaphrodite : « John Layard tient la tendance endogame incestueuse pour un instinct authentique qui, lorsque la concrétisation dans la chair lui est refusée, se réalise sur le plan de l’esprit. (...) l’ordre endogame recèle en lui une fin spirituelle latente… le désir primaire (interdit) peut être satisfait dans la sphère divine où se meuvent les dieux et des demi-dieux, les héros civilisateurs (...). C’est là très probablement le fondement des prérogatives royales relatives à l’inceste, dont l’ancienne Égypte nous fournit des exemples éloquents -...). C’est donc avec raison que Layard parle à ce propos « d’intériorisation par le sacrifice ». »

## Publications
- Stone Men of Malekula: Vao (Chatto and Windus, Londres, 1942).
- The Lady of the Hare, A Study in the Healing Power of Dreams (Faber and Faber, Londres, 1944).
- Celtic Quest: Sexuality and Soul in Individuation. Revised Edn. (Spring Publications, 1985). Published posthumously under separate editorship.
- The incest Taboo and the Virgin Archetype (1945)
- Maze-Dances And The Ritual Of The Labyrinth in Malekula, Folklore. 47(2). 1936. pp. 123-170.
- Labyrinth Ritual In South India: Threshold And Tattoo Designs, Folklore. 48(2). 1937. pp. 115-182.